# زنگ‌آوای دودی جلگه‌ای
زنگ‌آوای دودی جلگه‌ای یا زنگ‌آوای دودی دشتی (نام علمی: Laniarius leucorhynchus) نام یک گونه از سرده زنگ‌آواها است.